# Indice di Pearl
L'Indice di Pearl, anche chiamato Tasso di Pearl, è la tecnica più comune usata in statistica clinica per la misura dell'efficacia dei metodi di contraccezione.

## Calcolo e utilizzo
{\displaystyle Indice\;di\;Pearl={\frac {Numero\;di\;gravidanze\cdot 12}{Numero\;di\;donne\cdot Numero\;di\;mesi}}\cdot 100}
Se consideriamo nello specifico una singola donna e supponiamo che il periodo di esposizione sia di un intero anno (12 mesi/cicli), l'indice di Pearl corrisponde allora alla probabilità di avere una gravidanza nel corso di un anno utilizzando un dato metodo contraccettivo.
Per calcolare l'Indice di Pearl in un particolare studio, servono tre tipi d'informazioni:
- Il numero totale di mesi o cicli mestruali d'esposizione della donna nello studio
- Il numero di gravidanze
- La ragione per cui la donna lascia lo studio (gravidanza o altro)

Esistono due metodi per calcolare l'Indice di Pearl:
Nel primo metodo, il numero di gravidanze nello studio viene diviso per il numero di mesi d'esposizione, e poi moltiplicato per 1200. 1200 sarebbe il numero di mesi in un anno, moltiplicato per 100.
Nel secondo metodo, il numero di gravidanze rilevate nello studio è diviso per il numero dei cicli mestruali incontrati dalla donna nello studio, e poi moltiplicato per 1300. In particolare, 1300 al posto di 1200 in base alla lunghezza media di un ciclo mestruale, ossia 28 giorni: in altre parole 13 cicli all'anno.
L'Indice di Pearl è talvolta utilizzato per stimare statisticamente l'efficacia di un metodo contraccettivo, mostrando il numero di gravidanze indesiderate in un bacino annuo di cento donne esposte allo studio (es. cento donne in un anno, oppure dieci donne per dieci anni). Minore è  l'indice di Pearl di un dato metodo contraccettivo, maggiore è la sua efficacia.
Generalmente, in uno studio di un metodo contraccettivo, vengono pubblicati due valori dell'indice di Pearl:
- Indice di Pearl Effettivo, che include indistintamente tutte le gravidanze in tutti i mesi (o cicli mestruali) nella durata degli studi
- Indice di Pearl Metodico, che include solamente le gravidanze risultate sebbene l'uso corretto e consistente del metodo contraccettivo, e solamente i mesi (o cicli mestruali) in cui il metodo è stato correttamente utilizzato.

## Alcuni valori
La letteratura medica riporta:
- per le pillole anticoncezionali un valore metodico circa lo 0,1%;[senza fonte]
- per il profilattico dallo 0,2 al 2%;[1]
- per il coito interrotto fino al 30%;
- per il Metodo Ogino-Knaus dal 16 al 30%;
- per il metodo sintotermico (naturale) un valore metodico del 2%[2];
- per il metodo sintotermico (naturale) in combinazione con un computer contraccettivo un valore metodico del 1%[3];
- per il metodo Billings (ovulation method, naturale) un valore metodico del 3%;[2]
- per il metodo post ovulazione (naturale) un valore metodico dell'1%;[2]
- per i metodi chirurgici 0%.[4].

## Storia
L'Indice di Pearl è stato introdotto da  Raymond Pearl nel 1933. È stato per circa 70 anni il metodo più diffuso, probabilmente in quanto facile da calcolare.

## Critiche
Come tutte le stime sull'efficacia delle tecniche contraccettive, l'Indice di Pearl è calcolato in base all'osservazione di un dato campione di popolazione. Ed è stata riscontrata una variazione del valore dell'Indice di Pearl in differenti popolazioni, nonostante tutte utilizzino lo stesso metodo contraccettivo. Questo per motivi culturali e demografici, e per le diverse modalità in cui è stato insegnato l'uso del metodo alla popolazione.
Tuttavia, l'Indice di Pearl inoltre ha una particolare mancanza. Assume un tasso di fallimento costante nel tempo d'esposizione agli studi. Ciò non è corretto per due ragioni. 
Primo, le coppie più fertili rimangono incinte per prime. Le coppie perciò che restano più a lungo nello studio, mediamente, hanno una fertilità più bassa. Il calcolo dell'Indice di Pearl non tiene conto di questo fattore, anzi considera le coppie che restano più a lungo nello studio (e quindi in cui la donna non resta incinta), come coppie che usano un metodo contraccettivo migliore. Tale problema rende poco accurato e l'Indice di Pearl, e la comparazione di Indici di Pearl ricavati da studi di diversa lunghezza.
Secondo, l'Indice di Pearl non fornisce informazioni riguardo ad altri fattori che possono influire sul calcolo dell'efficacia del metodo, come per esempio:
- Insoddisfazione della coppia con il metodo
- Effetti collaterali del metodo

Generalmente si ritiene che il maggiore valore assumibile dall'Indice di Pearl sia 100 – cioè che il 100% delle donne restano incinte nel primo anno. Tuttavia, se tutte le donne rimanessero incinte il primo mese, l'Indice di Pearl ricavato equivarrebbe a 1200 o 1300.
Pertanto l'Indice di Pearl ricavato è attendibile come stima statistica di rischio annuo di gravidanza indesiderata nel momento in cui il tasso di gravidanze fosse molto basso.